# Olekszyn
Olekszyn – wieś w Polsce położona w województwie wielkopolskim, w powiecie gnieźnieńskim, w gminie Kiszkowo.
W latach 1975–1998 miejscowość administracyjnie należała do województwa poznańskiego.
We wsi (przy drodze do Rybieńca) pozostałości cmentarza ewangelickiego z nikłymi resztkami nagrobków.